# George Elokobi
George Nganyuo Elokobi, né le 31 janvier 1986 à Mamfé, est un ancien footballeur camerounais. Il évoluait actuellement au poste d'arrière gauche. Il est actuellement l'entraîneur de Maidstone United.

## Sélection nationale
Il est appelé pour la première fois en Équipe du Cameroun le 18 mars 2011 pour pallier le forfait de Gaätan Bong. Il devrait faire ses débuts lors d'une rencontre qualificative pour la CAN 2012 au Sénégal le 26 mars.

## Palmarès
- Wolverhampton Wanderers
  - Championship
    - Vainqueur : 2009